# Arhaconotus longicaudatus
Arhaconotus longicaudatus (лат.) — вид паразитических наездников рода Arhaconotus из семейства Braconidae. Юго-Восточная Азия: Вьетнам. Название происходит от сочетания латинских слов longus («длинный») и cauda («хвост, придаток»), из-за длинного яйцеклада среди всех уже известных видов Arhaconotus.

## Описание
Мелкие наездники, длина тела 3,7 мм; длина переднего крыла 3,5 мм; яйцеклад 3,2 мм; антенна 6,7 мм. Голова, усики желтые; щупики бледно-желтые; ноги бледно-желтые; жилки крыльев желтые; птеростигма желтая, более светлая в основании и на вершине; среднеспинка, мезоплевры буровато-желтые; метаплевры, проподеум черновато-коричневые; первый-второй тергиты брюшка темно-коричневые; третий-шестой тергиты в основании преимущественно желтовато-коричневые, на вершине желтые; оболочка яйцеклада и яйцеклад желтые. Глаза голые. Усики тонкие, нитевидые (38 флагелломеров). Нижнечелюстные щупики состоят из 6 члеников, а нижнегубные — из четырёх.